# Кейп-Код
Кейп-Код (англ. Cape Cod; «мис тріски») — півострів на північному сході США за 120 км від Бостона, найсхідніша точка штату Массачусетс. Відокремлює затоку Кейп-Код від Атлантичного океану. Півострів становить більшу частину округу Барнстебел. Спочатку півострів з'єднувався з материком, але в 1914 році вирили канал Кейп-Код, що перетворило півострів на великий острів.

## Географія

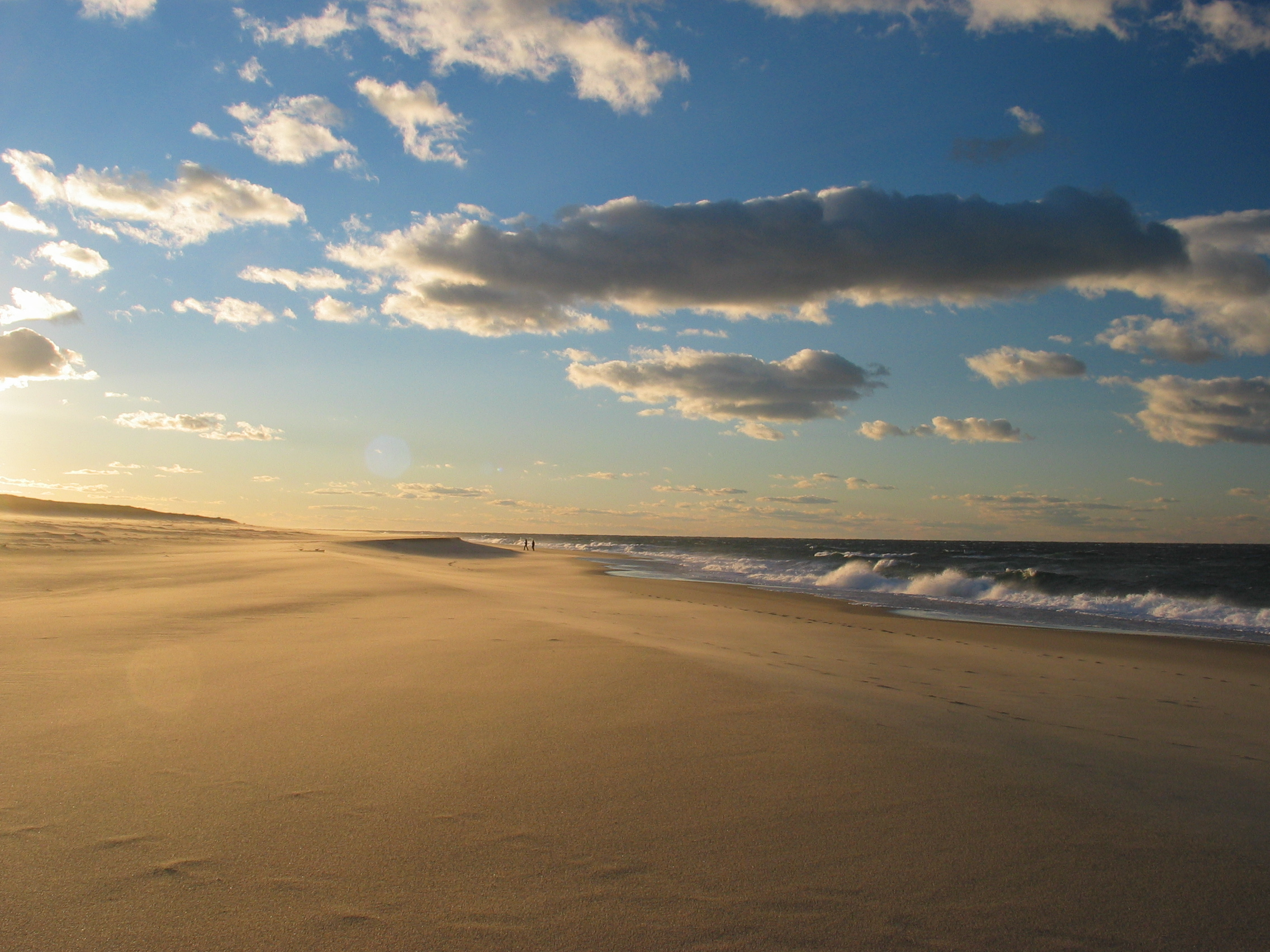
Пляжі Кейп-Коду.

У складі півострова виділяють чотири частини: 
- Верхній кейп — найближчий до материка район. Міста: Борн, Сендвіч, Фалмут і Машпі. У місті Фалмус знаходиться відомий Океанографічний інститут Вудс Хоул і кілька інших дослідницьких організацій.
- Середній кейп — у цій частині мису вздовж південного краю розташовані численні пляжі, привертають багато туристів, у тому числі віндсерферів. Крім того ця частина мису краще за інших розвинена в економічному та промисловому плані. Міста: Барнстейбл, Ярмаут і Денніс.
- Нижній кейп — найвужча частина мису, де він різко вигинається на північ. Міста: Гарвіч, Брюстер, Чатгем і Орлінс
- Зовнішній кейп — найвіддаленіша частина півострова, на якій розташовані одні з найпопулярніших пляжів США[1], включені до охоронної території Кейп-Код. Міста: Істгем, Веллфліт, Труро і Провінстаун. Північний край півострова закінчується мисом Рейс.

На південь від півострова розташована протока Нантакет-Саунд, яка відокремлює його від Мартас-Віньярд, Нантакет та інших, дрібніших островів. Канал, що визначає західний кордон півострова з'єднує затоки Кейп-Код і Баззардс-Бей.
Найвища точка півострову — пагорб Пайн-Гілл.

## Геологія
Кейп-Код входить до простягнутого до Нью-Йорку архіпелагу, відомого як Аутер Лендс. Витягнута форма пояснюється походженням островів і Кейп-Коду — 16–20 тис. років тому вони були льодовиковою мореною. 

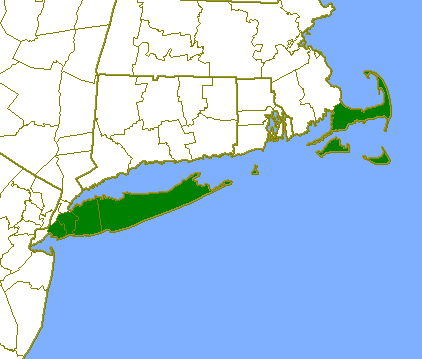
Аутер Лендс - зелені

Велика частина геологічної історії Кейп-Коду пов'язана з наступом і відступом Лаврентійського льодовикового щита в пізньому плейстоцені, а також з подальшою зміною рівня моря. Згідно з даними радіовуглецевого аналізу, близько 23 тис. років тому настав пік заледеніння в Північній Америці, після чого льодовики стали відступати. Приблизно 18 тис. років тому льодовик пройшов в районі Кейп-Коду. Велика частина водних ресурсів Землі була в льодовиках, тому рівень моря був нижче.

У міру танення льоду рівень моря підвищувався. В районі 6 тис. років тому море піднялося настільки, що стало розмивати залишені льодовиком на Кейп-Коді відкладення. Численні западини, залишені льодовиком на півострові перетворилися на озера. Процес ерозії що триває, загрожує повним зникненням півострова і вчені говорять, що це може відбутися найближчим тисячоліттям. Хвилі розмивають пляжі і бар'єрні острови, переносячи відкладення в інші місця.

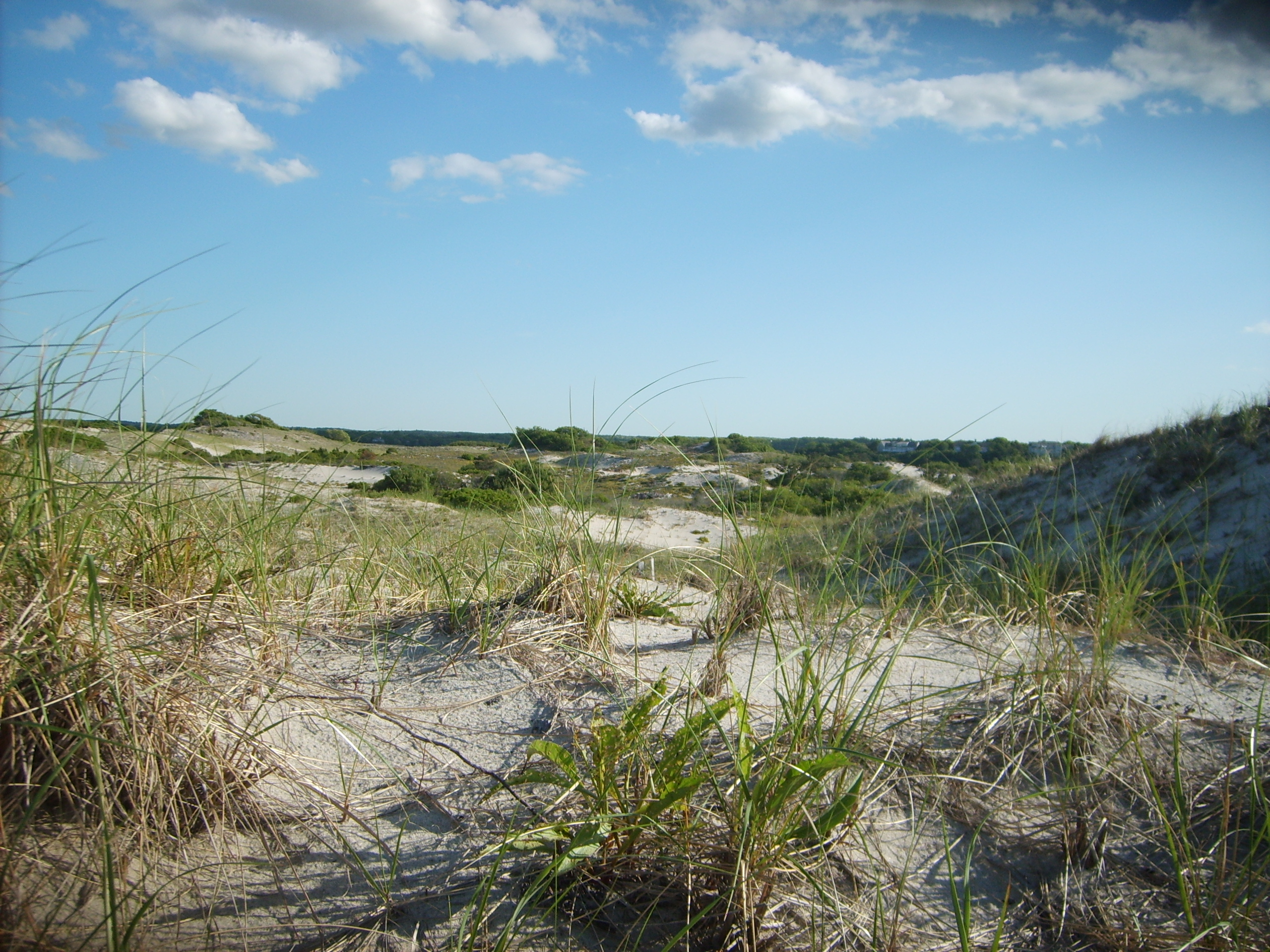
Дюни на пляжі Сенді-Нек, що захищають півострів від ерозії.

## Клімат
Клімат півострова морський і помірний. Хоч погода на Кейп-Коді більш помірна ніж на континенті, іноді трапляються екстремальні ситуації, такі як сильний снігопад в 2005 році або ураган Боб.
Атлантичний океан вирівнює температуру, знижуючи її на кілька градусів влітку і піднімаючи на кілька градусів взимку. Гольфстрім до півострова не доходить, оскільки повертає на схід від берегів Вірджинії, навпаки, на погоду впливає холодна Лабрадорська течія. Тумани, що утворюються при зіткненні цієї течії з Гольфстрімом і приходять на Кейп-Код з півдня від остова Нантакет, згадуються в індіанських легендах.
Температура води на південному і північному узбережжі півострова різко відрізняється (до 4–6 °С), при цьому температура повітря майже не різниться.

## Індіанське населення
Півострів Кейп-Код протягом багатьох століть був рідним домом для індіанського племені Машпі Вампаноаг, яке допомогло вижити прибулим восени 1620 року пілігримам, що заснували Плімутську колонію. Згодом британські колоністи заволоділи усіма землями племені. В 1975 і 1990 роках до Федерального уряду США відправляли запит про офіційне визнання племені, однак це відбулося лише в травні 2007 року.

## Історія

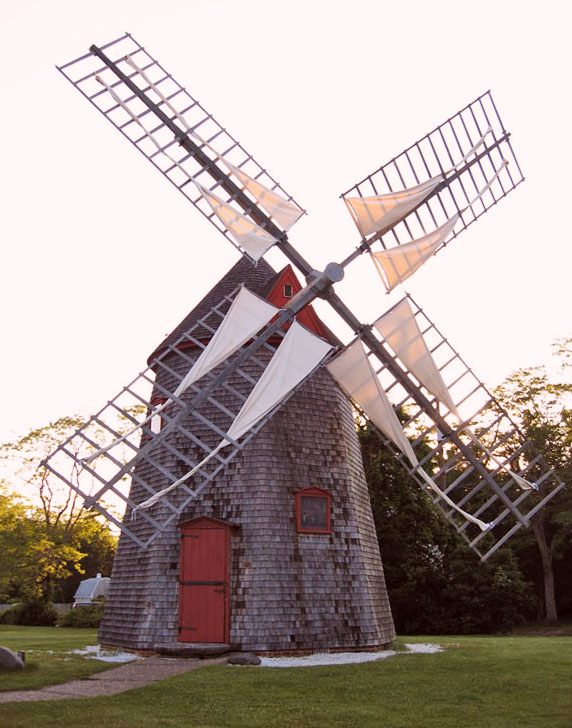
Найстарший млин Кейп-Коду - Істхемський млин

Колонізаційна історія Кейп-Коду за однією з версій веде нас до західних плаваннь вікінгів в 985–1025 роках (див. Вінланд). Джованні да Верраццано проплив уздовж південного берега Кейп-Коду в 1524 році, а через рік Ештеван Гоміш назвав півострів мисом Святого Якова. Бартоломью Госнольд, виявивши величезні зграї тріски, дав півострову сучасна назва у 1602 році. В 1606 році Самюель де Шамплен наніс на карту піщані гавані півострова, а в 1609 році півострів досліджував Генрі Гудзон. 11 листопада 1620 року корабель Мейфлавер кинув якір в північній частині півострова, де пілігрими вперше зустрілися з місцевим населенням. На Кейп-Коді розташовувалися одні з перших поселень європейців у Північній Америці.
У грудні 1901 року Гульєльмо Марконі здійснив перший трансатлантичний радіозв'язок, перебуваючи на Кейп-Коді в місті Веллфліт. Пляж, з якого була організована передача радіосигналу, відомий сьогодні як пляж Марконі.
В початковий період Холодної війни, на Кейп-Коді базувався військовий табір США (Camp Wellfleet), особовий склад якого тренувався в збитті дистанційно керованих літальних апаратів (RCAT). Підтвердженням цьому стала знахідка в квітні 2024 року на пляжі Марконі решток RCAT, які викинуло на берег. На той час програму підготовки вважали «цілком таємною», оскільки США були залучені до Холодної війни з колишнім СРСР.

## Канал

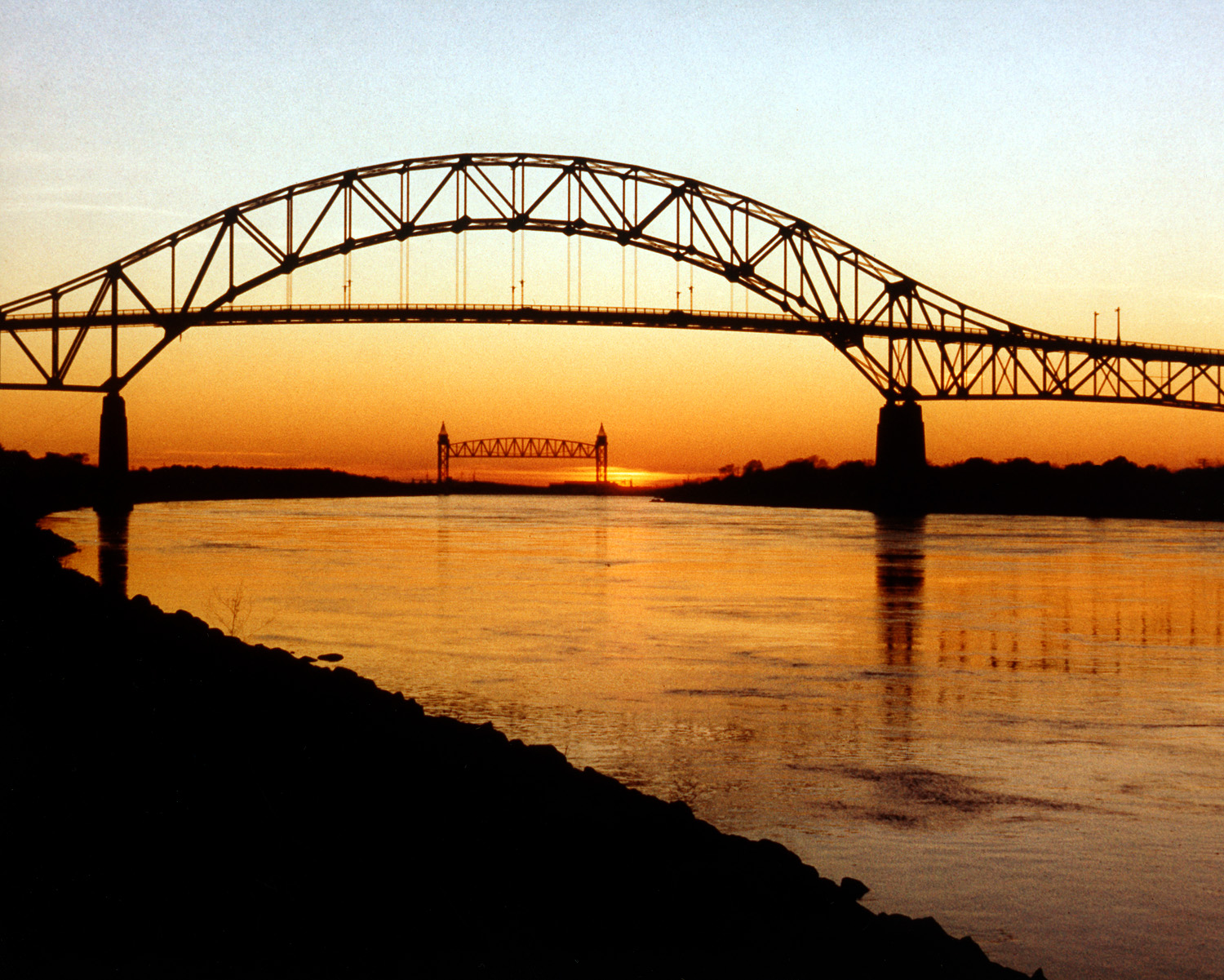
Міст Борн і залізничний міст над каналом.

Канал із затоки Массачусетс в Баззардс-Бей показаний ще на карті 1717 року, проте сучасний канал будувався з 1870 по 1914 роки. Канал прокладений по руслах річок Маномет (впадала в затоку Баззард) і Скассет (впадала в затоку Кейп-Код). Над каналом проходять три мости — автомобільні мости Сагамор і Борн і один залізничний міст.
В 1985 році Американська Асоціація цивільних інженерів внесла канал в Національний реєстр історичних місць США як видатну громадську  споруду і як найширший в світі безшлюзовий канал.

## В мистецтві
- Письменник-натураліст Генрі Бестон описав природу і тваринний світ зовнішнього пляжу мису в книзі «Будиночок на краю землі»[6].
- У Йосипа Бродського є вірш «Колискова Тріскового Мису»[7], написаний в 1975 році до 200-річчя Сполучених Штатів. Хоча, за словами автора, Кейп-Код в ньому опинився «в загальному, випадково»[8].
- Згадується в книгах серії «Таємне коло» Лізи Джейн Сміт.
- На півострові Кейп-Код в місті Чатем відбувається дія художнього фільму «Літні ігри» (2001 рік).